# Junior Johnson & Associates
La Junior Johnson & Associates est une ancienne écurie NASCAR basée en Caroline du Nord et dirigée par Junior Johnson et Warner Hodgdon.

## Histoire
Junior Johnson participe à sa première course en tant que pilote propriétaire en 1953 sur une Oldsmobile. L'écurie ne s'engage régulièrement dans le principal championnat de la NASCAR qu'à partir de 1965. Johnson remporte 13 courses cette année là au volant de la Ford no 26 mais il faut attendre le milieu des années pour que l'écurie décroche ses premiers titres. La Chevrolet no 11 de Cale Yarborough réussit le triplé entre 1976 et 1978 et 3 autres titres suivront grâce à Darrell Waltrip en 1981, 1982 et 1985. Les années 1990 sont plus difficiles et malgré un championnat 1992 réussi avec 5 victoires une 2e place au championnat de Terry Labonte en 1992, la Junior Johnson & Associates cesse ses activités à l'issue de la saison 1995.